# Andrius Blaževičius
Andrius Blaževičius, né le 26 juin 1985 à Vilnius (Lituanie), est un réalisateur et scénariste lituanien.

## Biographie
Andrius Blaževičius naît le 26 juin 1985 à Vilnius (Lituanie).
Il étudie l'histoire de la culture et l'anthropologie à l'Université de Vilnius pendant un ans puis s'oriente vers des études de réalisation cinématographique à l'Académie lituanienne de musique et de théâtre, où il a obtenu un master en 2011.
Pendant ses études, il réalise six courts métrages, dont un documentaire. Andrius Blaževičius travaille en tant que réalisateur indépendant et, depuis 2010, en tant que directeur de programme pour le Festival international du film de Vilnus en Lituanie.
Il écrit et réalise son dernier court métrage Ten Reasons en 2011 avec la productrice Marija Razgutė et la société de production M-Films. Ce projet remporte notamment 2 prix de l'Académie du cinéma lituanienne.
En 2016, Andrius Blaževičius réalise son premier long métrage The Saint. Toujours accompagné par Marija Razgutė à la production (M-Films), le projet est présenté en avant-première au Festival International du Film de Varsovie et au Festival International du Film de Busan, et remporte 6 prix nationaux du Cinéma Lituanien. Ce film est devenu l'un des films lituaniens indépendants avec le meilleur démarrage au box-office national avec 47 000 entrées.
Il écrit et réalise son deuxième film Runner en 2021. Cette troisième collaboration avec Marija Razgutė et la société de production M-Films est présentée en première au Festival international du film de Karlovy Vary 2021 et l'actrice principale, Žygimantė Elena Jakštaitė, reçoit le prix Shooting Star décerné par l'institut European Film. Runner reçoit aussi deux prix de l'Académie du film lituanien, celui de la meilleure actrice dans un rôle principale et celui de la meilleure actrice dans un second rôle.
Andrius Blaževičius a été membre du jury lors de festivals de films internationaux a plusieurs reprises (Festival International du Film de Vilnius, FeKK, Sleepwalker et ZubrOFFka). Il est aussi lecteur au Centre du film lituanien et membre du comité de sélection du Festival international du film de Vilnius depuis 2010.

## Filmographie

### Réalisateur
- 2006 : While Andrius Blaževičius Was Young and Inexperienced (fiction / court métrage / Lituanie)
- 2007 : The Death of McCaulay Culkin (fiction / court métrage / Lituanie)
- 2008 : Vytautas (fiction / court métrage / Lituanie)
- 2009 : Bergen (fiction / court métrage / Lituanie)
- 2011 : A Story of a Deportee Exiled by her Own Father (documentaire/ court métrage / Lituanie)
- 2011 : Ten Reasons (fiction / court métrage / Lituanie)
- 2016 : The Saint (fiction / long métrage / Lituanie)
- 2021 : Runner (fiction / long métrage / Lituanie)

## Récompenses et distinctions

### Récompenses
- Prix Lituanien du Cinéma 2012 : Prix du meilleur court métrage pour Ten Reasons
- Festival International du Film de Minsk - Listapad 2016 : Grand Prix du Jury pour The Saint
- Prix Lituanien du Cinéma 2017 : Prix du meilleur réalisateur pour The Saint
- Festival international du film de Kiev Molodist 2018 : Grand Prix du Jury pour The Saint
- Festival du film Nuits noires de Tallinn 2021 : Prix du meilleur film Baltique pour Runner

### Nominations
- Festival International du Film de Minsk - Listapad 2016 : Nomination à la compétition Jeunesse en Marche pour The Saint
- Prix Lituanien du Cinéma 2017 : Nomination au meilleur scénario pour The Saint
- Festival international du film de Kiev Molodist 2018 : Nomination à la compétition internationale The Saint
- Festival International du Film de Karlovy Vary 2021 : Nomination au meilleur film de fiction pour Runner
- Festival International du Film de Riga 2021 : Nomination au meilleur film de fiction pour Runner
- Crossing Europe 2022 : Nomination au meilleur film de fiction pour Runner
- Prix Lituanien du Cinéma 2022 : Nomination au meilleur scénario pour Runner